# منتخب كوريا الجنوبية لكرة الطائرة للسيدات
منتخب كوريا الجنوبية الوطني لكرة الطائرة للسيدات (بالكورية: 대한민국 여자 배구 국가대표팀)‏ هو ممثل كوريا الجنوبية الرسمي في المنافسات الدولية في كرة طائرة في فئة كرة الطائرة للسيدات.